# Rudnjak
Rudnjak (en serbe cyrillique : Рудњак) est un village de Serbie situé sur le territoire de la ville de Kraljevo, district de Raška. Au recensement de 2011, il comptait 181 habitants.

## Démographie
| 1948 | 1953 | 1961 | 1971 | 1981 | 1991 | 2002 | 2011 |
| ---- | ---- | ---- | ---- | ---- | ---- | ---- | ---- |
| 750  | 770  | 780  | 623  | 487  | 387  | 278  | 181  |

|  |